# Chaetopelma karlamani
Espèce
Chaetopelma karlamani est une espèce d'araignées mygalomorphes de la famille des Theraphosidae.

## Distribution
Cette espèce est endémique de Chypre.

## Publication originale
- Vollmer, 1997 : Chaetopelma karlamani sp. n., (Araneida: Theraphosidae: Ischnocolinae) eine Vogelspinne aus Nord-Zypern. Tarantulas of the World, p. 4-18.